# روني بوشيل
روني بوشيل (بالألمانية: Ronny Büchel) هو مدرب كرة قدم ولاعب كرة قدم ليختنشتاني في مركز الوسط، ولد في 19 مارس 1982 في فادوتس في ليختنشتاين. شارك مع منتخب ليختنشتاين لكرة القدم. أما مع النوادي، فقد لعب مع نادي فادوتس ويانغ بويز.

## وصلات خارجية
- روني بوشيل على موقع الاتحاد الدولي (مؤرشف)  (الإنجليزية)
- روني بوشيل على موقع قاعدة بيانات كرة القدم.إي يو (الإنجليزية)
- روني بوشيل على موقع ناشيونال فوتبول تيمز (الإنجليزية)
- روني بوشيل على موقع عالم كرة القدم.نت (الإنجليزية)